# Podpolkovnik (SFRJ)
Podpolkovnik (srbohrvaško: Potpukovnik) je bil višji častniški vojaški čin Jugoslovanske ljudske armade, ki je bil v uporabi v Kopenski vojski in Jugoslovanskem vojnem letalstvu.
V Jugoslovanski vojni mornarici mu je ustrezal čin kapitana fregate, v trenutni Natovi shemi činov (STANAG 2116) ustreza razredu OF-5 in v Slovenski vojski mu ustreza čin podpolkovnika.